# Nacionalismo de izquierda
El nacionalismo de izquierda (en ciertos contextos también llamado nacionalismo popular por aquellos que no adhieren a encuadrarse en el plano izquierda-derecha, o por contraposición al nacionalismo conservador) describe una forma de nacionalismo que, en lugar de basarse en la familia tradicional y los derechos de ésta, se fundamenta en conceptos filosóficos compartidos con distintos sectores de la izquierda política, como los de justicia social, soberanía popular y autodeterminación nacional (tanto política como económica). 
El nacionalismo de izquierda, al igual que el de derecha, suele derivar en el chovinismo, especialmente en épocas de guerra. Así ha dado lugar al concepto de Chovinismo Social, que puede ser descrito como patriotismo agresivo o fanático, particularmente durante un tiempo de guerra, apoyando a la nación propia (p. ej., gobierno, cultura, etc.) sobre otras naciones, mostrado por socialistas o socialdemócratas. Durante la Primera Guerra Mundial, la mayoría de partidos de la izquierda política tomaron una posición social-chovinista, con pocas excepciones. La mayoría de socialistas dejaron de lado el antimilitarismo y su creencia en la unidad internacional entre la clase obrera a favor de "defensa de la patria", e inclinándose hacia el social-chovinismo, los casos más notables fueron los del Partido socialdemócrata alemán y el Partido Socialista francés.
La consecuencia de esta política en las relaciones laborales en los países beligerantes era algo  llamado Burgfriedenspolitik en Alemania, un término derivado del concepto medieval de "paz (especialmente entre familias feudales) dentro de una ciudad sitiada". Otros países tuvieron sus términos propios. Por esto, las huelgas y otras formas de acción industrial cesaron durante la guerra. Cuando estas re-emergieron después de la Primera Guerra Mundial, se formaron con el ejemplo de los bolcheviques de triunfar en una revolución, una esperanza por las condiciones la cual ocurrió durante la guerra fue una motivación importante para el fascismo.
Este concepto es el que está detrás del primer lema de la trilogía de George Orwell en su novela, la cual fue publicada en 1949, "Mil novecientos ochenta y cuatro: la guerra es Paz". Su sociedad imaginaria se mantiene alejada de protestas laborales por mantener un estado constante guerra.
El chovinismo social renació en la Europa del siglo XXI debido a las distintas crisis migratorias. Por ejemplo, en Alemania con el nacimiento de “Aufstehen” (En Pie), una plataforma liderada por Sahra Wagenknecht, diputada del partido de izquierda Die Linke, que propone como base de su acción política que "en este contexto de globalización, los asalariados y los obreros manuales no solo ven empeorar sus condiciones de trabajo, sino que sienten amenazada su propia identidad debido al crecimiento de la inmigración". Por lo tanto propone regular la inmigración a la que acusa de ser "mano de obra barata" que influye negativamente sobre el mercado laboral.
Otras vertientes del nacionalismo de izquierda ponen el acento en la rebeldía de una nación contra otra nación que la oprime (ya sea política, militar o económicamente), y así pueden clasificarse como nacionalistas de izquierda a todos los movimientos de liberación nacional, antiimperialistas o anticoloniales que luchan por la independencia de sus naciones.
Ejemplos notables de movimientos nacionalistas populares han sido el Congreso Nacional Indio que dirigió la lucha por la independencia de la India desde fines del siglo XIX; el Sinn Féin durante la Guerra de Independencia de Irlanda; el maoísmo que dirigió la Revolución Cultural china e inauguró la China moderna; el nasserismo, como principal expresión del nacionalismo y la unidad árabe en el siglo XX; los gobiernos «populistas» latinoamericanos de las décadas de 1940 y 1950, cuyos principales exponentes fueron Getúlio Vargas y João Goulart en Brasil, Jacobo Arbenz en Guatemala, Lázaro Cárdenas en México, y el Movimiento Nacionalista Revolucionario en Bolivia; el Partido Baaz Árabe Socialista, principal impulsor del socialismo árabe, de gran influencia en Siria e Irak; el APRA en Perú, primer gran movimiento político latinoamericano de carácter antiimperialista, fundado en 1924; el grupo FORJA y la corriente de la Izquierda nacional, ambos en Argentina; el nacionalismo palestino bajo la conducción de Yasser Arafat y la Organización para la Liberación de Palestina; los gobiernos militares de Omar Torrijos en Panamá y Velasco Alvarado en Perú, entre las décadas de 1960 y 1970; y la tercera teoría universal, base doctrinaria de la Yamahiriya impulsada en Libia por el coronel nacionalista Muammar al-Gaddafi desde la década de 1970. También el Kuomintang que encabezó la revolución republicana china fue en sus inicios nacionalista e izquierdista, pero luego de la muerte de su líder Sun Yat-Sen el partido quedó en manos de Chiang Kai-Shek y su ideología viró hacia el nacionalismo de derecha alineándose al tercerposicionismo anticomunista y con los EE. UU. al finalizar la Segunda Guerra Mundial y en los inicios de la Guerra Fría.
Pese al rechazo del marxismo hacia el nacionalismo, el nacionalismo de izquierda ha aparecido también bajo formas marxistas, como por ejemplo el «patriotismo socialista» impulsado por Stalin en la Unión Soviética; la teoría de los tres mundos de Mao Tse Tung; el gobierno de Nicolae Ceausescu, que impulsó un desarrollo de Rumania más o menos independiente de la Unión Soviética; el socialismo autogestionario de Josip Broz Tito, que como líder de Yugoslavia rompió con la Unión Soviética y fue impulsor del Movimiento de Países No Alineados; la ideología juche del revolucionario coreano Kim Il-sung, que fusiona la tesis marxista con elementos nacionalistas y tradicionalistas coreanos actualmente representados por el Partido de los Trabajadores Coreanos; la corriente de la «izquierda nacional» en Argentina, que promovió una interpretación marxista de la cuestión nacional y tuvo influencia también en Bolivia, Uruguay y Chile; los movimientos obreros en las regiones europeas donde la burguesía, en contradicción con la oligarquía, tiene fuerza relativa para organizar «nacionalismos periféricos» o separatistas, como por ejemplo el nacionalismo gallego, la izquierda abertzale vasca, el republicanismo catalán y el republicanismo irlandés; y los de ideología comunista, que formaron parte de la lucha por la descolonización durante el siglo XX, como por ejemplo, el Vietminh y el Vietcong, en Indochina, o el MPLA en Angola. También el Gobierno de Hugo Chávez en Venezuela, influido por un fuerte sentimiento de patriotismo, rescata las ideas y valores de Simón Bolívar y de otros patriotas venezolanos, al tiempo que impulsa un «socialismo del siglo XXI», que no reniega de cierta inspiración marxista. Un ejemplo similar fue la Revolución Sandinista de 1979 en Nicaragua, que hundía sus raíces en el antiimperialismo de Sandino de la década de 1920, pero le agregaba una ideología marxista-leninista y una afinidad con la URSS.
También puede entenderse como nacionalismo de izquierda a todo régimen de izquierda (por ejemplo, en los gobiernos comunistas), que ponga el acento en el patriotismo y la exaltación de los valores o tradiciones nacionales (tomando en algunos casos una posición más conservadora al respecto, sobre todo frente a fenómenos como la globalización).

## Ideología del nacionalismo de izquierda
El nacionalismo de izquierda agrupa a diversas corrientes que tuvieron en común una base de nacionalismo, con una orientación progresista, reformista o revolucionaria.  
A nivel cultural, los nacionalistas de izquierda, al igual que los nacionalistas de derecha, se esfuerzan por promover la cultura nacional y las normas y valores dominantes promoviendo en algunos casos la identidad étnica y, en otros, la identidad cívica.
Los nacionalistas de izquierda suelen tener antecedentes socialistas (democráticos o autoritarios), socialdemócratas, progresistas o socialmente conservadores (la izquierda conservadora) combinados con una preferencia por la soberanía del Estado-nación. Por lo tanto, los nacionalistas de izquierda se esfuerzan por reducir la brecha de riqueza en el país, mantener el control o nacionalizar los servicios públicos (como la salud, la energía y el transporte público). Los movimientos nacionalistas de izquierda no tienden a defender la supremacía, sin embargo, ciertas formas de nacionalismo de izquierda han adoptado tesis etnodiferencialistas favorables a una sociedad homogénea, con oposición a la inmigración.
Suele tener un fuerte componente de nacionalismo económico, en vista de lo cual se da mayoritariamente en países económicamente dependientes o subdesarrollados, que buscan desarrollarse mediante la intervención estatal, y poner la economía al servicio de intereses nacionales que ellos consideran estratégicos, y que varían de un país a otro. En este contexto, los nacionalistas de izquierda rechazan total o parcialmente el neoliberalismo y la interferencia supranacional. Los nacionalistas de izquierda promueven que los Estados decidan por sí mismos sobre cuestiones como la economía, la salud y la defensa.
Otras vertientes del nacionalismo de izquierda ponen el acento en la rebeldía de una nación contra otra nación que la oprime, y así pueden clasificarse como nacionalistas de izquierda a todos los o anticoloniales que luchan por la independencia de sus naciones.
También puede entenderse como nacionalismo de izquierda a todo régimen de izquierda (ej: gobiernos socialistas), que ponga el acento en el patriotismo y la exaltación de los valores o tradiciones nacionales.

## El marxismo y el nacionalismo

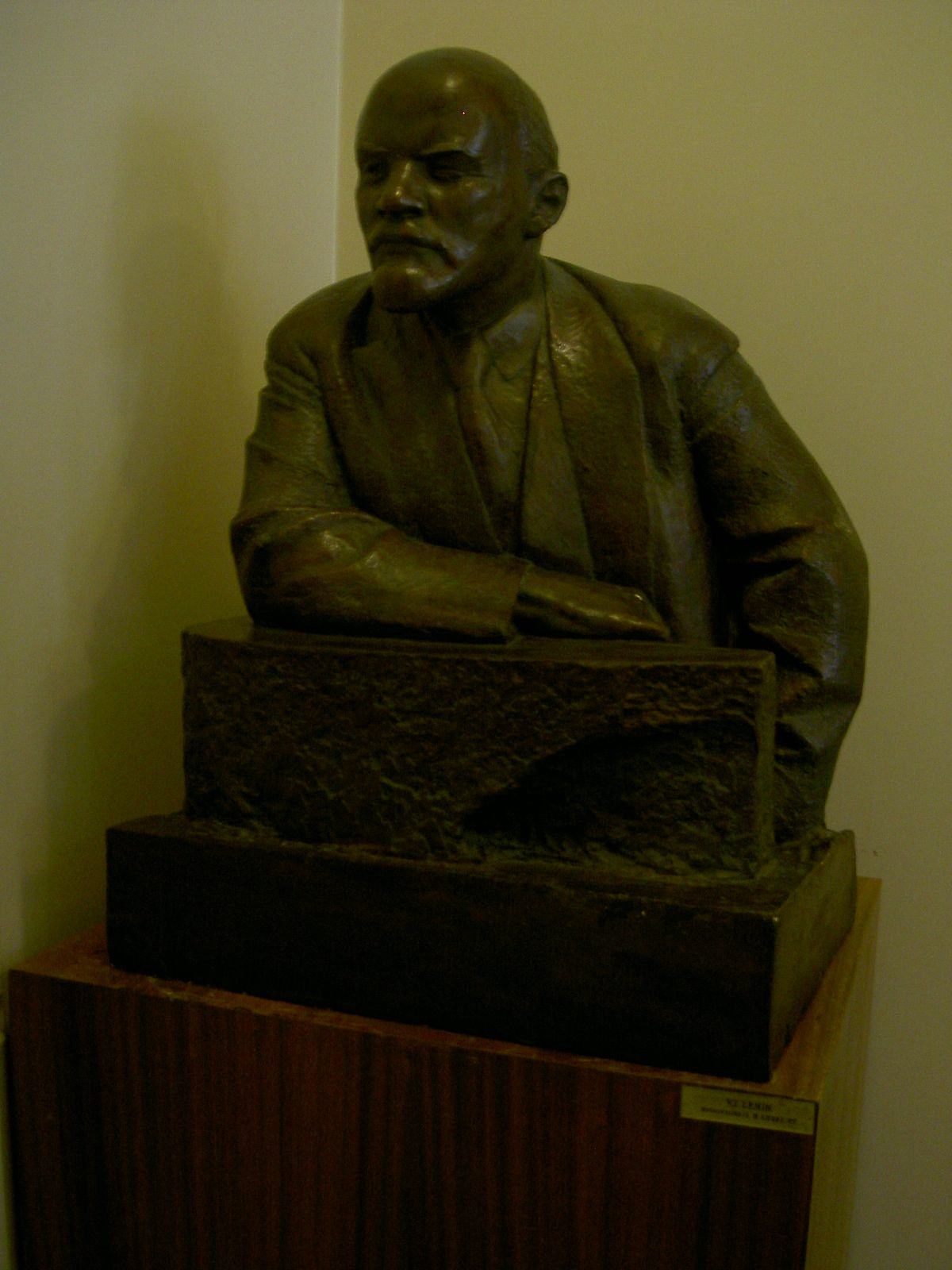
El político e ideólogo socialista, Lenin, en su texto El derecho a la autodeterminación de las naciones, defiende el nacionalismo de izquierda. Postula que cada nación ha de tener derecho a la autodeterminación en un contexto imperialista.

El marxismo identifica la nación como una construcción socioeconómica creada tras el derrumbamiento del sistema feudal, lo que provocó la creación del sistema capitalista económico. Los marxistas clásicos han demandado unánimemente que el nacionalismo es un fenómeno burgués que no está asociado con el marxismo. Sin embargo, ciertas interpretaciones de los trabajos de Karl Marx han demandado que aunque Marx rechazara el nacionalismo como un resultado final de lucha de clases internacional, él tácitamente apoyó el nacionalismo proletario como una etapa para alcanzar la nación proletaria, permitiendo a las etapas sucesivas de la revolución del proletariado internacional. El marxismo, en ciertos casos, ha apoyado movimientos nacionalistas si ellos tienen el interés de lucha de clases, pero rechaza otros movimientos nacionalistas considerados para distraer a los trabajadores del objetivo necesario para derrotar a la burguesía. Los marxistas han evaluado ciertas naciones para ser naciones progresivas y otras para ser reaccionarios. Iósif Stalin apoyó las interpretaciones marxistas que toleran el empleo de nacionalismo para promover la lucha de clases dentro de un marco internacionalista.
Marx y Engels sostienen que la creación del Estado-nación moderno es el resultado del reemplazo del feudalismo con el modo capitalista de producción. Con el reemplazo de feudalismo por el capitalismo, los capitalistas procuraron unificar y centralizar la cultura de las poblaciones y la lengua dentro de Estados para crear condiciones favorecedoras a una economía de mercado en términos de teniendo una lengua común para coordinar la economía; contener una población bastante grande en el Estado para asegurar una división del trabajo interna; y contener un territorio bastante grande para un estado que mantenga una economía viable.
Aunque Marx y Engels vieran los orígenes del Estado-nación y la identidad nacional como burgués en su naturaleza, tanto creído que la creación del Estado centralizado como consecuencia del derrumbamiento de feudalismo como creación de capitalismo había creado condiciones positivas sociales de estimular la lucha de clases. Marx siguió la vista de Hegel que la creación de sociedad centrada por individuo civil por estados como un desarrollo positivo, en que esto desmontó la sociedad anterior religiosa y liberó la conciencia individual. En La ideología alemana, Marx demanda que aunque la sociedad civil sea una creación capitalista y represente la regla de clase burguesa, es beneficioso al proletariado porque no es inestable en esto, ni Estados ni la burguesía puede controlar una sociedad civil.

### Stalin y el «patriotismo revolucionario»
Iósif Stalin, en orden al pensamiento leninista sobre la nación cuya soberanía es imprescindible, promovió un concepto cívico patriótico llamado «patriotismo revolucionario» en la Unión Soviética fue un buen ejemplo de nacionalismo popular. En sus escritos Fundamentos del leninismo y El marxismo y la cuestión nacional ya argumenta esta postura. En su obra Fundamentos del leninismo, expresa:

La lucha del emir de Afganistán por la independencia de su país es una lucha objetivamente revolucionaria, a pesar de las ideas monárquicas del emir y de sus partidarios, porque esa lucha debilita al imperialismo, lo descompone, lo socava. En cambio, la lucha de demócratas y "socialistas", de "revolucionarios" y republicanos tan "radicales" como Kerenski y Tsereteli, Renaudel y Scheidemann, Chernov y Dan, Henderson y Clynes durante la guerra imperialista era una lucha reaccionaria, porque el resultado que se obtuvo con ello fue pintar de color de rosa, fortalecer y dar la victoria al imperialismo
Iósif Stalin

Desarrolló la teoría de socialismo de un solo país. En su juventud, Stalin había sido activo en el movimiento nacionalista georgiano y era bajo la influencia del nacionalismo georgiano de Iliá Chavchavadze que promovió el nacionalismo cultural, el desarrollo material de la gente georgiana, sistemas de educación estatistas y la economía. Cuando Stalin se unió a los marxistas georgianos, el marxismo en Georgia estaban bajo la influencia de Noe Zhordania, quien evocó temas georgianos patrióticos y oposición para el control ruso imperial de Georgia. Zhordania demandó que obligaciones comunales que existieron entre los pueblos que crearon el sentido plural de «I» de países, y fueron con relación a dicen que el sentido georgiano de identidad preexistió el capitalismo y el concepto capitalista de carácter de la nación.
Después de que Stalin se hiciera bolchevique en el siglo XX, él se opuso fervientemente a la cultura nacional, denunciando el concepto de nacionalidad contemporánea como burguesa en el origen y acusó la nacionalidad de causar la retención «de hábitos dañosos e instituciones». Sin embargo, Stalin realmente creyó que las comunidades culturales realmente existieron donde la gente vivió vidas comunes, y fue unida según obligaciones holísticas, mientras los otros que no encajaron estos rasgos eran «naciones de papel». Stalin no definió la nación como ser «ni racial, ni tribal, pero si como una comunidad históricamente formada del pueblo». Stalin creyó que la asimilación de nacionalidades «primitivas» como los abjasios y los tártaros en las naciones georgianas y rusas era beneficiosa. Stalin demandó que todas las naciones asimilaban valores extranjeros y que la nacionalidad como una comunidad se diluía bajo las presiones de capitalismo y con la universalidad creciente. En 1913 Stalin rechazó el concepto de identidad nacional completamente y abogó a favor de una modernidad universal cosmopolita. Stalin identificó la cultura rusa como el teniendo la identidad mayor universalista que las de otras naciones. La vista de Stalin de vanguardia y naciones progresivas como Rusia, Alemania, y Hungría en contraste con naciones él consideró primitivas es reclamado para ser relacionado con las vistas de Friedrich Engels.

### Socialismo coreano ojuche

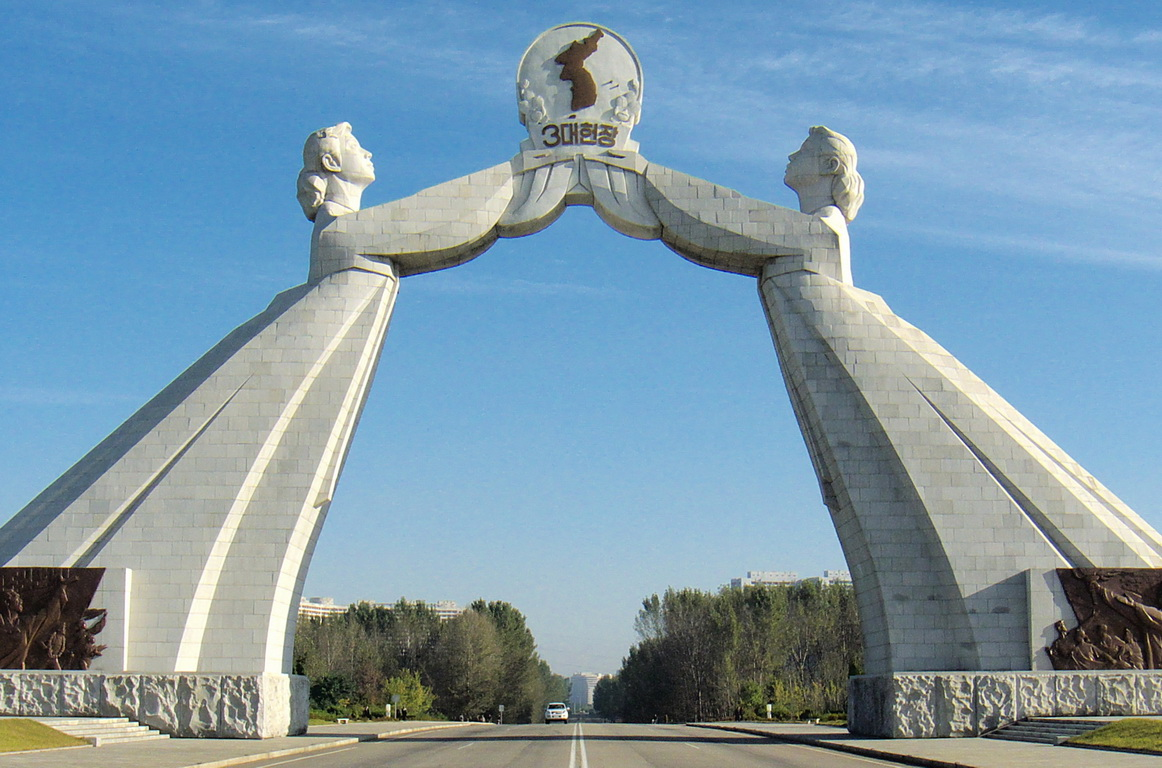
Arco de la Reunificación, monumento a la reunificación de Corea ubicado en la autopista de la Reunificación, Pionyang, Corea del Norte.

El Gobierno norcoreano dirigido por el Partido del Trabajo de Corea de la República Popular Democrática de Corea también es nacionalista. Con lo que exaltan los símbolos nacionales (respeto y defensa de la cultura tradicional coreana) y defienden la patria norcoreana ante la amenaza imperialista. Pese a que Corea del Norte posee un sistema basado en el socialismo científico, aun así ha mantenido relaciones diplomáticas y de cooperación con países con otras formas de nacionalismo de izquierda no basadas en el socialismo marxista, como lo fueron Hafez Al-Assad en Siria y Achmed Sukarno en Indonesia, quienes fueron aliados estratégicos de Corea del Norte más bien por la necesidad de mantener a sus países en posiciones independientes al capitalismo occidental, sin que eso implicara que Corea del Norte adoptase reformas capitalistas como dichos países ni éstos adoptasen medidas socialistas como Corea del Norte. Aún hasta el día de hoy Corea del Norte forma parte del Movimiento de Países No Alineados y participa en el Foro Regional de la Asociación de Naciones del Sudeste Asiático.

### Titoísmo
Yugoslavia conforme a la regla de Josip Broz Tito y la Liga de los Comunistas de Yugoslavia, que promovía tanto el comunismo como el nacionalismo popular yugoslavo. Yugoslavia era abiertamente nacionalista en sus tentativas de promover la unidad entre las naciones yugoslavas y a afirmación de la independencia de Yugoslavia. Para unificar las naciones yugoslavas, el Gobierno promovió el concepto «de hermandad y de unidad», donde las naciones yugoslavas vencerían sus diferencias culturales y lingüísticas por la promoción de relaciones fraternales entre las naciones. Promoviendo un nacionalismo yugoslavo, el Gobierno yugoslavo lealmente estuvo opuesto a cualquier nacionalismo entre facciones étnico o dominación por las nacionalidades existentes, como Tito denunció el nacionalismo étnico en general como ser basado en el odio y era la causa de guerra. La Liga de los Comunistas de Yugoslavia culpó la división entre facciones y el conflicto entre las naciones yugoslavas al imperialismo extranjero. Tito construyó relaciones fuertes con los estados que tenían gobiernos socialistas y nacionalistas en el poder, como Egipto bajo Gamal Abdel Nasser e India bajo Jawaharlal Nehru.
A pesar de estas tentativas de crear una identidad de izquierda yugoslava nacional, las divisiones entre facciones entre nacionalidades yugoslavas permanecieron y esto era en gran parte lo que mantuvo el poder de la Liga de Comunistas, la popularidad de Tito y el país unido.

## Europa
En Europa, un número de movimientos izquierdistas nacionalistas existen, y tienen una tradición larga y bien establecida. El nacionalismo sí mismo fue colocado a la izquierda durante la Revolución francesa y las Guerras francesas Revolucionarias. Los nacionalistas originales izquierdos endosaron el nacionalismo cívico que definió la nación como «un plebiscito diario» y como formado por el subjetivo «va a para vivir juntos». Relacionado con el «revanchismo», la parte beligerante va a para tomar la venganza contra Alemania y volverá a tomar el control de Alsacia-Lorena, el nacionalismo entonces a veces podría estar opuesto al imperialismo de otras naciones. Los nacionalistas de izquierdas históricamente han conducido el separatismo y movimientos autonomistas en el País Vasco, Andalucía, Aragón, Asturias, Cataluña, Comunidad Valenciana, Baleares, Irlanda del Norte y Galicia.

## América Latina
El nacionalismo de izquierda inspiró a muchos militares hispanoamericanos, receptivos a esta doctrina debido a la repetida injerencia de los Estados Unidos en los asuntos políticos y económicos de sus países y a la miseria social en el continente. Mientras que algunos de los regímenes militares eran de derecha, como la dictadura argentina y el régimen de Augusto Pinochet en Chile, militares de izquierda tomaron el poder en un golpe militar en Perú en 1968 y establecieron un «Gobierno Revolucionario de las Fuerzas Armadas» encabezado por el General Velasco. Aunque de naturaleza dictatorial, no adoptó un carácter represivo como los regímenes mencionados anteriormente. Asimismo, y también en 1968, el general Omar Torrijos tomó el poder en Panamá, se alió con los sandinistas de Nicaragua y Cuba y, sobre todo, encabezó una feroz batalla contra Estados Unidos por la nacionalización del Canal de Panamá. 
Algunos militares nacionalistas accedieron democráticamente a la dirección del Estado y conservaron las características de una democracia pluralista. Así, el general Juan Perón fue elegido presidente de la nación argentina en 1946 y reelegido en 1951 y nuevamente en 1973. En esta última etapa tuvo que hacer frente a una parte de sus seguidores que, ya desde los años sesenta, venía acercándose a posiciones de izquierda, aunque éstas no eran compartidas por su líder, quien consideraba a esta tendencia un elemento extraño inspirado desde el exterior de la Argentina: “Es un movimiento organizado en el mundo, con tendencia marxista, pero que no se sistematiza en nada: es una lucha para tomar el poder, exclusiva y directamente; una lucha activa y armada”. A partir de 1974 se aceleró el aislamiento de esta tendencia de izquierda de la base popular peronista y del resto de la sociedad, debido al predominio de su postura violenta y "militarista", lo que los llevaría a ser totalmente derrotados por la dictadura, autodenominada como Proceso de Reorganización Nacional.
En Venezuela, Hugo Chávez fue elegido en 1998 y reelegido en 2000, 2006 y 2012. Trabajó para fundar el Partido Socialista Unido de Venezuela con el fin de reunir a la izquierda venezolana lo más ampliamente posible en una sola estructura y perpetuar la «Revolución bolivariana».  
Algunos movimientos guerrilleros combinaron elementos de soberanía nacional y justicia social con sus motivaciones, a veces manifestándose al incorporar el nombre de una figura patriótica de su país. Por ejemplo, el Frente Farabundo Martí de Liberación Nacional (El Salvador), el Frente Sandinista de Liberación Nacional (Nicaragua), el Movimiento Revolucionario Tupac Amaru (Perú) y el Frente Patriótico Manuel Rodríguez (Chile). Las Fuerzas Armadas Revolucionarias de Colombia - Ejército del Pueblo y los Montoneros argentinos también adoptaron un discurso con acentos patrióticos bastante pronunciados, reclamando para el primero de estos dos guerrillas una filiación con la ideología bolivariana al igual que el Movimiento 19 de Abril de Colombia.

## Críticas al nacionalismo
El nacionalismo ha sido objeto de numerosas críticas por parte de estudiosos procedentes de distintas áreas de conocimiento. Se le atribuye a Arthur Schopenhauer la cita "Todo imbécil execrable, que no tiene en el mundo nada de que pueda enorgullecerse, se refugia en este último recurso, de vanagloriarse de la nación a que pertenece por casualidad".
Los críticos del nacionalismo han argumentado que a menudo no está claro qué constituye una nación o si una nación es una unidad legítima de gobierno político. Los nacionalistas sostienen que las fronteras de una nación y un estado deben coincidir entre sí, por lo que el nacionalismo tiende a oponerse al multiculturalismo y favorecer, consciente o inconscientemente al racismo.
El filósofo A. C. Grayling describe las naciones como construcciones artificiales, "sus fronteras trazadas con la sangre de guerras pasadas". Sostiene que "no hay país en la tierra que no albergue más de una cultura diferente pero que generalmente coexiste. El patrimonio cultural no es lo mismo que la identidad nacional".
Sus críticos consideran que el nacionalismo es inherentemente divisivo, ya que sus seguidores pueden aprovechar y resaltar las diferencias percibidas entre las personas, enfatizando la identificación de un individuo con su propia nación. También consideran que la idea es potencialmente opresiva, porque puede sumergir la identidad individual dentro de un todo nacional y dar a las elites o a los líderes políticos oportunidades potenciales para manipular o controlar a las masas. Muchos estudiosos han señalado la relación entre la construcción del Estado, la guerra y el nacionalismo. John Etherington sostiene que el nacionalismo es inherentemente excluyente y, por tanto, potencialmente violento.
Fernando Savater ha afirmado que  "el nacionalista o el patriota se comporta tan fanfarronamente en lo colectivo como no toleraríamos que nadie hiciera en lo privado: quienes viven vanagloriándose de su mejor cuna, de sus más distinguidas dotes, de las peculiares gracias de su familia o de su superioridad en todos los órdenes sobre el resto de los mortales no suelen ser personas demasiado populares ni se las considera un modelo de buena educación, y, sin embargo, el nacionalista ha hecho de una muy semejante arrogancia de grupo su filosofía, que además suele servirle para justificar empresas sanguinarias". Remata este párrafo con una cita a Rabindranath Tagore: «La idea de nación es uno de los medios soporíferos más eficaces que ha inventado el hombre. Bajo la influencia de sus efluvios, puede un pueblo ejecutar un programa sistemático del egoísmo más craso, sin percatarse en lo más mínimo de su depravación moral; aún peor, se irrita peligrosamente cuando se le llama la atención sobre ello».
A finales del siglo XIX, los marxistas y otros socialistas y comunistas (como Rosa Luxemburgo) produjeron análisis políticos críticos de los movimientos nacionalistas entonces activos en Europa Central y Oriental, aunque una variedad de otros socialistas y comunistas contemporáneos, desde Vladimir Lenin (comunista) y Józef Piłsudski (socialista), simpatizaban más con la autodeterminación nacional.
En la tradición política liberal había principalmente una actitud negativa hacia el nacionalismo como fuerza peligrosa y causa de conflicto y guerra entre Estados-nación. El historiador Lord Acton definió al nacionalismo como "locura" en 1862. Sostuvo que el nacionalismo suprime a las minorías, coloca al país por encima de los principios morales y crea un peligroso apego individual al Estado.
Los Transhumanistas también han expresado su oposición al nacionalismo, hasta el punto de que algunos transhumanistas creen que las identidades nacionales deberían disolverse por completo. El influyente transhumanista FM-2030 se ha negado a identificarse con ninguna nacionalidad, refiriéndose a sí mismo como 'universal'. Además, en The Transhumanist Handbook, Kate Levchuk afirmó que un transhumanista, por definición, "no cree en la nacionalidad".
Bertrand Russell, una de las trece personalidades de renombre universal – inscritos en el Registro de Ciudadanos del Mundo – que en 1966 publicaron un manifiesto a favor del civismo mundial, conocido como Manifiesto de los Trece. a favor del mundialismo y con la intención de "salvar a la humanidad",  criticó el nacionalismo por disminuir la capacidad crítica del individuo para juzgar la política exterior de su patria. Albert Einstein afirmó que "el nacionalismo es una enfermedad infantil. Es el sarampión de la humanidad". Jiddu Krishnamurti afirmó que "el nacionalismo es simplemente la glorificación del tribalismo". En igual sentido, una de las frases más citadas de Arnold Toynbee reza: «El espíritu de la nacionalidad es la agria fermentación del vino de la Democracia en los viejos odres del Tribalismo».
Francisco J. Contreras piensa que esta ideología es filosóficamente débil y rudimentaria; critica que las entidades políticas soberanas deban corresponderse con los grupos nacionales y cree que el nacionalismo es incapaz de ofrecer una definición rigurosa de la identidad nacional; según este autor las identidades nacionales no vienen dadas por la realidad histórico-social, sino que son construidas por la ideología nacionalista y los Estados.
Alfredo Cruz Prados afirma que «la misma nación es una entidad creada ideológicamente por él, y no algo natural, objetivo y anterior al mismo nacionalismo, como esta ideología afirma». Coincidentemente, Pedro Ibarra sostiene que "La nación no es algo que exista por sí mismo. La nación es una construcción subjetiva. Es un producto del nacionalismo, de la voluntad nacional o nacionalista de decidir y querer ser una nación. El nacionalismo, pues, precede a la nación". Pedro Gómez García en su artículo «La identidad étnica, la manía nacionalista y el multiculturalismo como rebrotes racistas y amenazas contra la humanidad» sostiene que el nacionalismo es una tendencia patológica que nos conduce hacia la balcanización del planeta y obstaculiza la emergencia de una sociedad mundial pluralista e integrada.
El escritor peruano Mario Vargas Llosa (2001) cuestionó asimismo la idea de una "identidad nacional". Este concepto, sostuvo, es "una ficción ideológica" que sirve los intereses del nacionalismo pero tiene poca substancia empírica o histórica. Vargas Llosa recordó a su audiencia en el Banco Interamericano de Desarrollo que las culturas están en continua transición y que ninguna ha sobrevivido sin tomar prestado de otras y cambiar con el correr del tiempo. Más todavía, según Vargas Llosa, las corrientes de pensamiento que atribuyen gran importancia a la identidad nacional inevitablemente amenazan la libertad y la expresión individual. "Imponer una identidad cultural a un pueblo es equivalente a aprisionarlo y negar a todos sus miembros la más valiosa de las libertades: la de elegir qué, quién y cómo uno desea ser".
La idea de una identidad nacional es especialmente cuestionable en América Latina, subrayó. Los pasados intentos de definir esa identidad, como los movimientos hispanistas o indigenistas, notoriamente han dejado de reconocer la verdadera diversidad de las influencias culturales y raciales que dan forma a las sociedades de la región. América Latina está históricamente ligada "a casi todas las regiones y culturas del mundo", afirmó. "Y ese hecho, que nos impide tener una sola identidad cultural … es nuestra mayor fuerza, contrariamente a lo que los nacionalistas creen". En lugar de una presión homogeneizante de políticas culturales nacionalistas impuestas desde arriba, el mundo necesita más libertad para crear y evolucionar, dijo. No es coincidencia, apuntó, que a medida que la nación tradicional ha sido debilitada por la globalización en estos años recientes, hemos presenciado un renacimiento de limitadas y formalmente marginadas lenguas y culturas que están encontrando nuevas avenidas de expresión y perpetuación en un mundo interligado.
Luis Rodríguez Abascal, refiriéndose al nacionalismo culturalista, ha dicho que «no defiende la diversidad cultural, sino que propone un modelo normativo de cultura que homogeneiza prácticas culturales preexistentes. Tiene dificultades para hacer otra cosa porque su punto de partida es siempre un concepto abstracto de cultura, que la concibe como una unidad uniforme u homogénea y la extiende idealmente a lo largo y ancho de un territorio sin atender a cuáles son las prácticas culturales cotidianas subyacentes o sin concederles relevancia moral y política».
El autor y humorista argentino Alejandro Dolina, en uno de sus programas de radio, reflexionó que el nacionalismo es "una superstición morbosa. Eso de creer que algunas banderas son más gloriosas que otras...". No obstante, considera que en países dependientes puede resultar útil para crear conciencia en la población.
Luis Perant Fernández descree de esta supuesta utilidad y lo entiende como "un instrumento político eficaz en cualquier sistema político, sea comunista o fascista, conservador o liberal, capitalista o socialista, democrático o demagogo, y promovido por una oligarquía social, económica o militar para ejercer el poder político". Denuncia que el nacionalismo "apela a los sentimientos de los individuos y borra al ciudadano, tergiversa la historia, dicta la cultura y lengua con su sistema educativo y manipula las emociones con actos multitudinarios para exaltar símbolos excluyentes. El Nacionalismo predica el retorno, o el mantenimiento de una cultura y época históricas concretas, y ningunas otras, para encasillar y aislar al súbdito de cualquier contaminación forastera. Promete el paraíso para los patriotas a cambio de coger las armas contra todo enemigo de la Nación y dar la vida por la Patria. El Nacionalismo olvida que la cultura y la historia avanzan a la par que la Teoría de la Evolución de Darwin, que no hay vuelta atrás, porque todo acontecimiento modifica el presente por acumulación, y no por supresión".
En referencia al nacionalismo el escritor Jorge Luis Borges señaló:

En este sentido, [el nacionalismo] es el canalla principal de todos los males. Divide a la gente, destruye el lado bueno de la naturaleza humana, conduce a desigualdad en la distribución de las riquezas.

Desde el punto de vista de la psicología también se ha advertido que el desarrollo de un fuerte sentimiento nacionalista suele llevar a numerosos sesgos cognitivos:

Enseguida, veremos unos ejemplos de los mismos, comunes en los discursos de todo nacionalista:

   Favoritismo del endogrupo: los que piensan como yo son mejores que los demás.
  Pensamiento polarizado: las cosas son buenas o malas, estás conmigo o contra mí.
  Sesgo de confirmación: se da validez o se recuerda solo lo que encaja con lo que uno cree.

   Realismo ingenuo: suponer que lo que uno cree es cierto y que los demás razonan de forma ingenua.

Estudios psicológicos realizados por la Universidad de New York durante el proceso británico que desembocó en el Brexit, concluyeron que el sentimiento nacionalista se acompaña de pensamientos rígidos, procesando la información de un modo inflexible y categórico, rechazando de plano cualquier referencia o hecho que contradiga las creencias propias.